# Aspartato-semialdeide deidrogenasi
La aspartato-semialdeide deidrogenasi è un enzima appartenente alla classe delle ossidoreduttasi, che catalizza la seguente reazione:
L-aspartato 4-semialdeide + fosfato + NADP+ ⇄ L-4-aspartil fosfato + NADPH + H+